# Placostegus incomptus
Placostegus incomptus är en ringmaskart som beskrevs av Ehlers 1887. Placostegus incomptus ingår i släktet Placostegus och familjen Serpulidae.
Artens utbredningsområde är Mexikanska golfen. Inga underarter finns listade i Catalogue of Life.